# Auguste Viard
Pour les articles homonymes, voir Viard.
Auguste Vincent Pompée Viard, dit Auguste Viard, né le 19 juillet 1836 à Lachapelle-aux-Pots (Oise) et mort le 17 janvier 1892 à Saint-Ouen (Seine-Saint-Denis), un militant socialiste puis anarchiste et membre de la Commune de Paris.  

## Biographie

### La Commune de Paris
Fils d'un marchand potier, il est employé de commerce et s'engage dans la Garde nationale pendant le siège de Paris par les Allemands (septembre 1870-mars 1871). 
Il est élu à la commission provisoire qui donne naissance au Comité central de la Garde nationale. Aux élections complémentaires du 16 avril il est élu au Conseil de la Commune par le XXe arrondissement. Nommé délégué aux Subsistances le 20 avril, il siège à la commission Exécutive. Il vote pour la création du Comité de Salut public. Après la semaine sanglante, il est condamné à mort par contumace, mais parvient à se réfugier en Suisse. 

### Le militant anarchiste
De retour en France il continue son activité politique anarchiste. Le 11 mai 1891 il prend la parole lors d'un meeting du Comité Central Socialiste Révolutionnaire (CCSR) présidé par Henri Rochefort à la salle de spectacle Tivoli Vauxhall. Durant son allocution il y déclame: "Prenons les patrons qui nous exploitent et faisons-les travailler à côté de nous".